# Anders Säfström
Anders Säfström, född i Uppsala i början av 1700-talet, var en svensk romanförfattare.
Säfström var extra ordinarie kanslist sedan 1744 i Kanslikollegium och 1751—1756 i amiralitetskommissariatet, måste därefter rymma för skuld och lär sedan ha blivit dansk kommissionssekreterare vid något tyskt hov. Han är känd som en av Sveriges få romanförfattare under 1700-talet i den pikareska genren. Åren 1753—1754 utgav 
han arktals En banqueroutespelares berättelse om en sin goda väns besynnerliga öden och lefverne, som utgör ett slags kompilation ur olika utländska romaner, närmast efter Prévost d'Exiles förebild. Han 
bearbetade också Prévosts Mémoires d'un honnête homme med fortsättning av Éléazar de Mauvillon och tillägg ur andra arbeten under titeln En frimurares lefvernesbeskrifning (1754; ny upplaga 1783).